# Strzał bezwzględny
Strzał bezwzględny – strzał, przy którym wierzchołkowa toru lotu pocisku jest zawsze mniejsza lub równa wysokości celu, a więc głębokość rażenia jest równa donośności. Ponieważ w tym przypadku cel będzie rażony na dowolnej odległości od wylotu lufy do punktu upadku, podczas celowania nie istnieje konieczność zmiany nastaw celownika. Odległość strzału bezwzględnego jest wprost proporcjonalna do wysokości celu i prędkości początkowej pocisku, a odwrotnie proporcjonalna do współczynnika balistycznego pocisku.